# Толбузино (Амурская область)
Толбузино́ — село в Магдагачинском районе Амурской области России, административный центр сельского поселения Толбузинский сельсовет.

## География
Расположено в 48 км от райцентра, пгт Магдагачи, в 3 км от реки Амур. 

## История
Образовано в 1857 году во времена массового расселения казаков по Амуру. Названо в честь воеводы Албазинской крепости Алексея Толбузина, погибшего в 1685 г. во время обороны Албазинской крепости от маньчжуров. Во время первых сплавов Забайкальских казаков по Амуру, возглавляемых Муравьевым недалеко от устья реки Буринда был основан Толбузинский казачий посёлок. Хутор Толбузинский относился к Черняевскому станичному округу Амурского казачьего войска. В июле 1872 года наводнением на Амуре хутор был затоплен. Три раза менял своё месторасположение, пока не был отстроен на нынешнем месте. 
В 1910 году в связи со строительством Транссибирской магистрали хутор Толбузина играл стратегическую роль, как перевалочный пункт транспортировки грузов, которые доставлялись сюда по дороге-времянке, построенной политкаторжанами. В 1916 году в Толбузино приехал первый учитель Николай Михайлович Железнов.
Революционная волна докатилась и до Амура. Началось деление казаков на белых и красных. В группу молодых революционеров входило четверо: Пётр и Алексей Савины, Иван Кутузов и Николай Шильников. После изгнания интервентов и белогвардейцев на Дальнем Востоке установилась Советская власть, в том числе и на хуторе Толбузинский.
В 1923 году толбузинцы создали общество по совместной обработке земли, но просуществовало оно только два года. Потом были созданы артели: «День Октября» и «Победа». К 1930 году эти артели объединились в колхоз «Заветы Ильича». Его председателем был выбран Василий Маркович Савин. В колхозе было 5 жнеек, 2 самовязки, 4 плуга и один трактор «Фардзон». А спустя 5 лет, когда в районе организовали Черняевскую МТС, в колхозе «Заветы Ильича» стало уже 4 трактора и 2 комбайна по уборке зерновых культур.
После реорганизации колхоза с 1964 года по 1973 года с. Толбузино как 4 отделение входило в состав совхоза «Черняевский». В 1973 году был организован совхоз «Толбузинский». Первым директором совхоза был Похолков В. Г. В годы перестройки совхоз входил в состав Забайкальской Железной дороги. Ликвидирован в 1999 году. На базе имущества совхоза было создано КФХ «Береговое». С 2001 года организован СХПК «Толбузинский».
В 1975—1976 году была построена автомобильная дорога Толбузино — Магдагачи. Налажено движение рейсового автобуса.
В 1974 году построено новое здание школы. С 1986 года школа стала носить статус средней общеобразовательной. С 1986 года по 2010 год Толбузинскую среднюю школу возглавлял Арапов Геннадий Анатольевич. Многие выпускники школы пошли по стопам своего педагога и поступили в Благовещенский педагогический институт.
В 1974 году построено новое здание сельского дома культуры, ранее располагавшийся в бывшем здании церкви, которая впоследствии была разрушена. С 1983 года бессменным директором сельского дома культуры является Половинкина Елена Борисовна. При СДК работает библиотека на 7 тысяч экземпляров книг. С 1979 по 2010 год библиотекой заведовала Корякина Нина Васильевна.
В 1976 построено здание конторы, где в данное время располагается сельская администрация. В 1978 году в селе заработало телевидение. В 1981 по 1985 годы были построены здания детского сада, фельдшерско-акушерского пункта, здания ремонтно-механических мастерских на 25 тракторов и гараж на 25 автомобилей. С 1988 года по 2010 год фельдшерско-акушерским пунктом заведовала Полякова Зинаида Германовна.
За время существования совхоза каждый год встречали семьи переселенцев с Украины и Белоруссии. Совхоз «Толбузинский» насчитывал поголовье крупного рогатого скота до 2000 голов, пашни — 1800 гектар. На полях выращивались зерновые и кормовые культуры. Имел свой молокоприёмный пункт. На полях и фермах трудилось около 200 человек. Численность населения села достигала 500 человек. В 1984 году совхоз «Толбузинский» завоевал переходящее Красное знамя СССР. В 1985 году переходящее Красное знамя РСФСР.

## Население
| 2002 | 2010 | 2012 | 2013 | 2014 | 2015 | 2016 |
| ---- | ---- | ---- | ---- | ---- | ---- | ---- |
| 251  | ↘244 | ↘227 | ↘219 | ↘200 | ↘193 | ↘178 |
| 2017 | 2018 | 2021 |      |      |      |      |
| ↗185 | ↘178 | ↘129 |      |      |      |      |

## Экономика
- Муниципальная основная общеобразовательная школа на 50 мест
- Детский сад на 20 мест
- Сельский Дом культуры
- Фельдшерско-акушерский пункт
- Библиотека
- Магазин ЧПБОЮЛ Никитиной Т. А.
- МУП «ЖКХ с. Толбузино»
- СХПК «Толбузинский»
- Почтовое отделение
- Пограничная застава «Толбузино» Сковородинского погранотряда ФСБ России